# Cistenides okudai
Cistenides okudai är en ringmaskart som beskrevs av Imajima och Hartman 1964. Cistenides okudai ingår i släktet Cistenides och familjen Pectinariidae. Inga underarter finns listade i Catalogue of Life.